# Добжиковиці
Добжиковиці (пол. Dobrzykowice, нім. Wustendorf) — село в Польщі, у гміні Черниця Вроцлавського повіту Нижньосілезького воєводства.
Населення — 1114 осіб (2011).
У 1975-1998 роках село належало до Вроцлавського воєводства.

## Демографія
Демографічна структура станом на 31 березня 2011 року:
|          | Загалом | Допрацездатний вік | Працездатний вік | Постпрацездатний вік |
| -------- | ------- | ------------------ | ---------------- | -------------------- |
| Чоловіки | 553     | 151                | 381              | 21                   |
| Жінки    | 561     | 148                | 341              | 72                   |
| Разом    | 1114    | 299                | 722              | 93                   |